# Containerbil
En containerbil er et samlebegreb for lastbiler der er opbygget til at køre med containere eller andre former for løse lad.
Biler der kun er opbygget til at køre med ISO-containere regnes normalt ikke som containerbiler blandt chauffører der kører med de øvrige typer containere og lad.
Begrebet omfatter biler til veksellad, der primært bruges til flyttebiler og mobil lagerkapacitet, hvor ladet sættes på fire eller seks støtteben og bilen kører væk under ladet. Den største gruppe af containerbiler er dog krogbiler, kædebiler og wirebiler, der med hvert sit system løfter containere (typisk affaldscontainere) der står direkte på jorden. Til sidst er der liftdumpere, visse steder kaldet skipdumpere efter den engelske betegnelse skip om denne containertype. Disse biler bruger en kranlignende indretning til at løfte containeren fra jorden.

## Kroghejs
På en bil med kroghejs er der monteret en hydraulisk arm med en gribekrog på bilen. Denne krog griber fat i en kraftig bøjle foran på containeren. Den hydrauliske arm bruges både til at trække containeren på og til at tippe læsset af.
Fordele:
- Chaufføren behøver kun forlade førerhuset hvis der skal lukkes låger eller lægges net/presenning på
- Containerne kan stilles tæt op ad hinanden, hvilket sparer plads
- Kroghejs er oftest den hurtigste måde at få containere af og på bilen
- Mindre risiko for at containeren vælter af ladet som følge af skæv vægtfordeling. Dette forudsætter at den ikke vælter idet man løfter den fra jorden

Ulemper:
- Der skal være fri plads til at bilen kan bakke til containeren inden for 45 grader for at krogen kan få fat
- Besværligt at få containeren til at stå rigtigt på ladet hvis man holder skævt for ved pålæsning
- Systemet kræver en vis frihøjde under arbejdet
- Visse opbygninger på lange biler umuliggør kørsel med helt korte containere
- Der er kun et fikseringspunkt i forenden, hvilket øger risikoen for væltning. Dette modvirkes dog delvist af den høje placering

## Wirehejs
Et wirehejs er opbygget som et almindeligt tiplad, men i stedet for ladbund er der kun en ramme, hvor der forrest sidder en spole i hver side, som wirerne rulles op på. For enden af hver wire sidder er øje, der sættes på en krog på vangen under containeren.
Fordele
- Med den rette teknik kan man ofte trække containere ud på vejen selvom der holder biler tæt op ad. Dette ødelægger dog wirerne i længden
- Containeren kan trækkes op selvom den kører på i en skæv vinkel
- To fikseringspunkter giver bedre balance. Dog er der i visse opbygninger differentiale eller anden udveksling mellem wirespolerne, hvilket begrænser fordelen

Ulemper
- Wirehejs er tidskrævende fordi chaufføren skal hægte to wirere på under containeren
- Det er normalt nødvendigt at have plads på siden af containeren, da krogene sjældent kan nås forfra
- Hvis man glemmer at løfte ladet risikerer man at containeren kurer ukontrolleret frem mod førerhuset hvis man holder ned ad bakke
- Hvis vægten i containeren er for ulige fordelt til en af siderne, vil containeren dreje til den ene side når den er ved at slippe underlaget, og eventuelt vælte af bilen

## Kædetræk
Kædetræk fungerer ved at en kæde midt på ladet fæstnes til containeren med et beslag. I princippet er teknikken den samme som ved wirehejs, og låsemekanismen er den samme, men dog kun med et fæstningspunkt nederst på forgavlen i stedet for to under containeren. I dag laves flere modeller med bælter af syntetisk materiale i stedet for kæder.

## Veksellad
Et veksellad er et relativt let lad, der kan stilles af i samme højde som ved montering på bilen. Dette sker ved at støtteben monteres på siderne, hvorefter bilen sænkes med luftaffjedringen og kører væk under containeren. Omvendt ved afhentning; her bakker bilen ind under containeren og løftes og låses fast, hvorefter støttebenene fjernes; typisk klappes de sammen under ladbunden.
Fordele
- Ladet kan stå ved en læsserampe i passende arbejdshøjde selvom bilen udfører anden kørsel
- Ladet kommer ikke til at hænge på skrå ved af- og pålæsning, så godset skrider eller vælter ikke som følge af dette

Ulemper
- Støttebenenes styrke begrænser ofte lasteevnen
- Ofte er lad af denne type væltet ned på jorden fordi lastbil, gaffeltruck eller andet har påkørt ladet eller støttebenene, eller fordi en gaffeltruck har bremset for hårdt op inde på ladet ved læsning eller losning
- Denne type containere kan kun køres af vekselladsbiler, hvorimod de ovennævnte typer har samme standardopbygning så containere kan tilpasses alle tre typer på en gang, og eventuelt også tilpasses nedennævnte liftdumper

## Liftdumper
Liftdumperen (eller skipdumperen) er udstyret med en bøjle der fungerer som en kran. Fire kæder eller stropper med låsbare beslag fæstnes på containerens sider, hvor der er monteret knopper der minder om store kommodehåndtag. Liften løfter containeren op og over på ladet i en bue. Ved aflæsning låses bagenden af containeren fast til ladet og de to bagerste fæstningskæder afmonteres, hvorefter containeren kan tippes. Modeller uden overligger mellem sidekranerne ses også, og bruges blandt andet til højt gods, der ellers ville ramme overliggeren.
Fordele
- Containeren holdes nogenlunde vandret ved af- og pålæsning. Dette udnyttes blandt andet i visse dyreparker og naturreservater, hvor dyr transporteres i kasser bygget til liftdumpere
- Med en forlænger på krandelen kan enheder stables oven på hinanden, for eksempel som siloer hvor den ene del er en tank og den anden del er et understel med aftapningsdel

Ulemper
- Systemet er tidskrævende
- Containerne skal være smalle nok til at stå mellem krantårnene, hvilket begrænser volumen
- Køretøjer med overligger begrænses samtidigt i højden
- På mange køretøjer er liften den højeste del på bilen, og forhindrer kørsel under lave forhindringer
- Containeren er stort set umulig at få på hvis man ikke holder helt lige foran